# Fundusz Postępu Technicznego
Fundusz Postępu Technicznego – centralny instrument finansowy istniejący w latach 1958–1963, którego celem było wspieranie badań i wdrożeń związanych z postępem technicznym.

## Utworzenie  Funduszu
Na podstawie rozporządzenie Rady Ministrów z 1958 r. w sprawie utworzenia Funduszu Postępu Technicznego oraz jego przeznaczenia ustanowiono Fundusz.

## Przeznaczenie Funduszu
Fundusz przeznaczony był na sfinansowanie prac związanych z postępem technicznym w jednostkach podległych Ministrom:
- Budownictwa i Przemyśle Materiałów Budowlanych;
- Górnictwa i Energetyki;
- Leśnictwa i Przemysłu Drzewnego;
- Przemysłu Chemicznego;
- Przemysłu Lekkiego;
- Przemysłu Spożywczego i Skupu;
- Komunikacji;
- Żeglugi i Gospodarki Wodnej;
- Łączności.

## Tworzenie Funduszy
Fundusz tworzony był:
- z narzutów obciążających koszty przedsiębiorstw podległych danemu ministrowi;
- ze środków budżetu Państwa zwanych dalej dotacjami  budżetowymi.

## Przeznaczenie dotacji budżetowych
Dotacje mogły być przyznawane w związku:
- pracami badawczymi posiadających szerszy zakres oraz zmierzających do rozwiązań kompleksowych;
- pracami badawczymi o charakterze perspektywicznym, posiadającymi znaczenie ogólnokrajowe i ulepszającymi procesy technologiczne lub prowadzącymi dla przygotowania nowych gałęzi produkcji w kraju.

## Przeznaczenie środków Funduszu
Środki Funduszu przeznaczone były na:
- finansowanie instytutów naukowo-badawczych i innych jednostek podległych dysponentowi Funduszu w zakresie odpowiadającym programowi ich działalności związanej z postępem technicznym;
- finansowanie prac związanych z postępem technicznym zleconych do wykonania instytutom naukowo-badawczym, przedsiębiorstwom, biurom konstrukcyjnym, biurom projektowym oraz placówkom naukowo-badawczym Polskiej Akademii Nauki i szkolnictwa wyższego;
- nagrody związane z postępem technicznym;
- zasilenie środków przedsiębiorstw przeznaczonych na postęp techniczny o znaczeniu zakładowym.

## Zniesienie Funduszu
Na podstawie rozporządzenie Rady Ministrów z 1963 r. w sprawie funduszu postępu techniczno-ekonomicznego zniesiono Funduszu Postępu Technicznego.